# あっぱれ!天下御免
『あっぱれ！天下御免』（あっぱれ てんかごめん）は、2011年12月22日にBaseSonより発売されたアダルトゲームである。同ブランドの『恋姫†無双』シリーズが三国志に登場する人物を女性化したのと同様に、本作では時代劇に登場する人物が女性化されている。トウキョウの沖にある学園島の中にある大江戸学園を舞台とする。
ファンディスク『あっぱれ!天下御免［祭］〜恋と嵐は大江戸の華〜』が2012年12月21日に発売された。
また2013年7月1日には、オンラインゲームで『あっぱれ!天下御免 乱 華のお江戸で総選挙!』の正式サービスが開始された（2014年5月28日に正式サービス終了）。

## あらすじ
ニホン国の未来を担う若者を育成する為、トウキョウ沖にある島に作られた名門校・大江戸学園。サムライ魂の復活を標榜するこの学園島には10万人もの生徒が暮らしており、腕に覚えのある者には帯刀が許されていた。だが、生徒達の代表として学園を統治していた将軍が謎の失踪を遂げ、学園の治安は大いに乱れていた。
この学園では、生徒達は自立心向上の為に生活費は商売で稼がなければならなかった。学園に編入してきた主人公・秋月八雲もまた、古い茶屋を与えられ茶店を開くが、開店早々に店のある土地を狙う悪党に目を付けられてしまう。だが、白馬に乗って現れた少女・徳田新に助けられ、正義感の強い彼女は八雲の茶店の用心棒をしてくれる事になった。
茶店を狙っていた悪党は倒したものの、学園の平和を乱す悪は尽きない。事件に巻き込まれた新と八雲は多くの人々と出会い、やがて学園の陰に蠢く巨悪と戦う事になる。

## 登場人物
秋月 八雲（あきづき やくも）
主人公。甲級二年め組。両親は海外へ転勤し、今まで本土の田舎で祖父母と暮らしていたが、突然の大江戸学園からの呼び出しを受けて編入することになった。本来は寮生活のはずだったが手違いで入寮できず、空き家となった茶店の店舗を宛がわれ、自給自足が原則の校則に従って生活費を稼ぐために茶屋「八雲堂」を開店する。また、置き引きに遭ったところを徳田新（とくだあらた）と名乗る少女に助けられ、成り行きで彼女を用心棒に迎えることになった。祖父母の影響で緑茶の銘柄や淹れ方など煎茶道に詳しく、彼の淹れる緑茶の美味しさから度々訪れる客もいる。緑茶に合わせた和菓子も初めのうちは店で購入していたが、次第に手作りで出すようになり人気がある。店で出される物と遜色ないとまで評価されるほど。10年前までは剣道を習っており、とある出来事を機に辞めていたが、騒動に巻き込まれるようになり自衛のためにと、十兵衛の勧めもあって再び剣を習いはじめた。その時に十兵衛からもらった刀で、いざという時には剣を振るう。八雲堂を経営する傍ら、目安箱に入れられた悩み事を解決するために、新と共に学園島を駆け回る。八雲堂が開店休業状態であることが悩みで、そのことを目安箱に投書しようとしたこともある。十兵衛の実弟であるが、彼自身は知らない。
本編のどのルートでも司令塔、軍師的な役割を担っており新をはじめとする皆から信頼されている。十兵衛からの指導で剣の腕は上がった。名の通った相手には勝つことは出来ないものの、ある程度、善戦出来るまでになった。縁あって十兵衛から託された学園宝刀を所持している。本来は大将軍が所持するものだがエヴァ事件で学園の在り方を見詰め直した詠美と光姫から管理を任されることとなった。『あっぱれ！天下御免　[祭]』ではトラブルを起こす側ではなく巻き込まれる側だと言われた。
『あっぱれ！天下御免　[祭]』では、吉音たちの補佐に周っており、更に開店休業状態になった八雲堂を憂いている。仲間たちと学園祭を満喫する最中、一條の暗躍を知る。
イエヤス
将軍の刀に宿る剣魂。『あっぱれ！天下御免』の時点では外に出たのは二十年振りらしい。全ての剣魂のカウンター的存在であり、剣魂の力をすべて無効化する力を持つ。人語を介する事もできるが、性格はスケベ爺そのもの。
徳河 吉音（とくがわ よしね）
声：榊原ゆい
甲級二年め組。八雲が置き引きに遭ったところを助け、そのまま八雲堂の用心棒になった少女。徳河財閥宗家第一位継承者で、同時に次期生徒大将軍なのだが、自分よりもしっかりしている詠美こそ相応しいと将軍になる気はなく、街中で生活した方が見えないモノも見えて面白いとして、徳田 新（とくだ あらた）という偽名を使い、貧乏長屋で生活している。その事は八雲をはじめとするごく一部の者しか知らない。10年前に火災で両親を亡くしたことが、火災に対するトラウマになっている。
運動神経と体力は人一倍あり、剣術も柳宮新陰流の師範代級の使い手である。しかし学力に至っては大変に御粗末で、教室で机に座った瞬間、約4時限熟睡し全く勉強しないため補習常習犯であり、文字ですら象形文字と疑うほど。大変な大飯食らいで、学校の食堂には新専用の「新さんスペシャル」（通常の定食の3倍の量だが、彼女曰く「それでは腹六分目」。もちろん価格も3倍）が用意されている。また、八雲も用心棒代として昼食代と休憩用の茶菓子を出す契約をしているが、結果として八雲堂の経営を圧迫する位に食べている。視力もずば抜けて優れ、八雲曰く「鷹の目」。愛馬「銀シャリ号」を移動手段としている。とある出来事をきっかけに、困っている人達を助けたいと目安箱を設置し、八雲と共に事件を解決する。詠美のことは一も二も無く好きなのだが、避けられていることを自覚している。関係の改善はしたいと思ってはいるのだが、避けられる理由がわからず、逆に悪化することを恐れて踏み込めないでいる。
『あっぱれ！天下御免　[祭]』では詠美とも仲直りしているが、八雲に関しては身を引くつもりがない。慣れない将軍職に難儀している。今までお気楽にやって来たせいか、事務仕事が苦手で八雲が吉音にでもできるものを選別し詠美と協力してやっている。仕事から逃げ出す事も度々あり、八雲の店でくつろぐなどしている。八雲と二人きりの時は積極的に迫るなどして誘惑しており、子供が出来るなら嬉しいと発言している。
マゴベエ
新の剣魂で赤白の鷹。優れた飛行能力と鍵爪、そして翼に仕込んだ飛び道具で相手を翻弄する他、擬態機能も持ち、新が着ている羽織も普段マゴベエが藍色に擬態させており、解除をすると徳河家の者の証である家紋入りの純白の羽織に戻る。新曰く老齢に差し掛かっている事もあり夜間は熟睡しているらしく、夜間での活動はお勧めできない。

徳河 詠美（とくがわ えいみ）
声：海原エレナ
甲級二年。吉音の従姉妹（吉音の父親の弟が詠美の父・秀忠で次期徳河財閥宗家第二位継承者）。執行部大老で書記長、次期生徒大将軍選挙筆頭候補。容姿端麗、成績優秀、品行方正で、剣術においても柳宮新陰流の師範代級で吉音と対等に渡り合えるほどの使い手。吉音も次期生徒大将軍兼徳河財閥継承権を喜んで譲り渡したいほどに慕っている。その完璧なまでの言動で普段では近寄りがたい雰囲気を醸し出しているが、家ではメガネにYシャツ姿、聴く音楽は主にメタル系と、実は現代っ子な少女。吉音のことは嫌いではないのだが、昔の出来事に対して感情に折り合いがいまだにつけられておらず、避け続けている。対等に接してくれる八雲、そしてメタルCDなどをこっそり貸してくれる平良には心を許している。幼い頃から吉音に対しお家騒動がらみで嫉妬し、行き違いがあり衝突する結果となったが八雲が仲を取り持ったおかげで仲直りしている。対等に接し、本来の姿をさらせる八雲に徐々に惹かれるようになるが、いつも隣に居る吉音に嫉妬してしまう。
『あっぱれ！天下御免　[祭]』では、前作で築かれた堅物キャラクターが完全に崩壊している。吉音との仲は戻ったものの、詠美が感情を素直にぶつけるようになった分（仲の良い）喧嘩になる事も増えており、八雲に関しては対立している。また、吉音のスタイルに嫉妬しており胸が小さい事を気にしている。この事に触れられるとキレることがある。最近は吉音と共に将軍として働いているが仕事量は以前と比べ多少は減ったものの吉音の分もしているので負担が大きい。そのため、八雲と二人きりになれないのが最近の悩み。二人きりになると八雲に甘えてくる。吉音と同じく八雲との子供が出来るなら嬉しいと発言している。
タケチヨ
徳河財閥が詠美用に作った剣魂で、金青の鳳。マゴベエをフィードバックして製作され、性能をレギュレーションの限界まで上げている最新鋭の剣魂。マゴベエを上回る性能と、羽ばたきで衝撃波を発生させる事ができる。また応用で、詠美の剣に衝撃波を乗せる事により、遠くの敵に剣撃を与える事ができる。

水都 光姫（みと みつき）
声：葉桜未唯亜
徳河家の分家である水都家の嫡子であり、将軍を補佐する副将軍。しかし将軍が失踪した為、学園の政務は執行部に任せて隠居している。八雲が淹れた茶の味を気に入り、新しい店の看板を送って常連となる。
見た目は子供っぽいが副将軍として多くの経験を積んでおり、政務に長けた頼りになる人物。仕込み杖によるある程度の戦闘もこなせる。学園島の良店を紹介するガイドブック「みとらん」の審査員もしている。年寄りじみた口調が特徴。新の正体も知っているが、彼女の心情を思って好きなようにさせている。
スケ・カク
水都家の子女に仕える二対一組の剣魂で、狛犬。執行部の委任状（印籠）を内蔵しており、有事の際には開示して事態を収拾する。カクは重低音の咆哮は聞く者を硬直させ、スケは周囲に疑似重力を作る。これらの能力で相手をひれ伏せさせる。

遠山 朱金（とおやま あかね）
声：桜川未央
学園の治安を守る北町奉行だが、立場に縛られる事を嫌い「遊び人の金さん」と名乗って派手に遊んでいる。陽気な性格で、考えるよりも体が先に動く行動派。右肩に桜吹雪の刺青を入れており、悪党の前で服を脱いで刺青を晒すのがお約束。なお、刺青はタトゥーシールで、剥がそうと思えば剥がす事ができ、悪党に自分が悪事の実証者だという印の意味で貼っている。胸はサラシで隠している。可愛い女の子が好きで、Hにも興味津々。剣魂を発動させるために帯刀はしているがあまり抜刀する事はなく、主にグローブを嵌めての徒手空拳で闘う。
南町奉行の逢岡とは正反対な性格をしているが、お互いの実力を認め合っており関係は良好。しかし火盗改の長谷河には対抗意識を剥き出しにしており、会うと険悪な空気を漂わせる。血統至上主義の執行部も嫌っており、とりわけ酉井とは相容れず、雪那の反乱にも一定の理解を示してルートによってはしばらく中立を決め込んでいる。
長谷河とは以前不良仲間であり、朱金が頭、長谷河が副として当時かなりの勢力を誇ったが、長谷河が火盗改に入った事によってチームを潰されてしまう。その時から仲たがいが続いている。
コミックス版の『櫻道楽都』では、主人公兼メインヒロインに昇格しており、本筋は本編と同じだが、新では無く彼女が最初に出会っていたらのIFストーリーとなっている。
ハナサカ
犬の姿をした朱金の剣魂。朱金をはじめとする対象人物の身体能力をブーストアップする能力を持つ。単体での戦闘力は不明。他にも犬ならではの鋭い嗅覚を生かし、対象の追跡にも役立つ。

逢岡 想（おおおか おもい）
声：飯田空
南町奉行として、遠山や長谷川と共に学園の治安を守っている。非常に真面目な人物で、仕事には決して手を抜かない。しかし堅物ではなく、事件に対しては規則に縛らない温情に満ちた「逢岡裁き」と呼ばれる判断を下し、生徒からの信望は厚い。新とは親友同士で、互いを強く信頼している。「学園三筆」の一人でかなりの腕前。戦闘描写は少ないものの、南町奉行を任されるだけあって新同様、柳生新陰流の達人で戦闘技能も高い。
彼女の祖母は徳河家と関わりがあり、その縁で徳河家に出入りしていた。しかし、ある事件がきっかけで新に対して負い目を抱き、彼女の幸せを異常なまでに願う原因ともなった。
イオリ
想の剣魂で、白衣を纏った二足歩行のネズミ、と言った外見を持つ。手の平サイズで戦闘には用いられないが、調査・分析能力に長ける。プライドがあるらしく、普通のネズミと同格に扱われる事を嫌う。

鬼島 桃子（きしま ももこ）
声：白井綾乃
甲級三年よ組。八雲堂の近所の貧乏長屋に住み、便利屋で生計を立てている。野性味ある風貌と豪快な性格から長屋仲間だけでなく、多くの者から慕われている。女性とは思えない筋力の持ち主で、愛用している重量級の金棒「鬼斬」を片手で軽々と振り回し、剣術も我流で型こそないが、天賦の才でいかなる敵もたやすく倒す事ができ、シオンと並ぶ「二大剣豪」として知られている。そのシオンが使う輪月剣が他の人間には必殺となるはずなのに何故か一切通用しない。
正義感が人一倍あり、悪漢に対しては容赦なく叩きのめし、時には般若の面を被り打掛を羽織ってアジトに殴り込み、数え歌を歌いながら一切の情けもかけず片っ端から成敗する。
なお、一見すると単なる金棒に見える鬼斬だが、実は棍の部分は鞘となっていて両刃刀が納められている。しかし、抜刀のまま使用すると、持ち前の怪力と早すぎる剣撃で相手が重症もしくは死ぬ危険性があり、金棒のままの方が力の加減ができるからとそのまま使用し、いざという時のみ抜刀する事にしている。鬼斬は元々由緒ある刀を彼女用に打ち直したものである。
実は将軍吉彦とは双子の兄妹であり、双子の存在を良しとしない当時の風潮から鬼島家に預けられた。この事実は入学時に知らされており、お互いのために不干渉としてきた。
『あっぱれ！天下御免　[祭]』では、吉彦と兄弟水入らずに生活している。
タマ
桃子の剣魂でピンク色のウリ坊。小柄ながら頑丈かつ弾力のある体を持ち、ボールのように体を丸め、桃子が鬼斬でバッティングする事により威力のある球となり相手にぶち当て、その弾力性を生かし、ビリヤードの要領で複数の敵に当てる事もできる。また発火能力で自身の身体を発火させて桃子が打つ事によって火の玉となって相手を攻撃する。

子住 結花（ねずみ ゆか）
声：柚木かなめ
甲級三年き組。子住三姉妹の長女で、八雲堂の向かい側にある人気茶屋「ねずみ屋」の経営者兼コックを担当している。おっとりとした性格で母性的な雰囲気があり、時々八雲にアドバイスをする事もある。裏では義賊「怪盗猫目」のリーダーを務めており、悪代官などから金銭を盗んでは換金して貧しい人々にあげている。
ルイ
結花の剣魂で、身軽な黒猫。三姉妹の剣魂の司令塔で、ヒゲのアンテナで各剣魂の情報を収集・指示する他、尻尾を鍵などの泥棒七つ道具に変化させる事ができる。

子住 結真（ねずみ ゆま）
声：青山ゆかり
甲級二年め組で八雲のクラスメイト。子住三姉妹の次女で、ねずみ屋ではウェイトレスをしている傍ら、裏では義賊「怪盗猫目」で先陣役をしている。活発な性格で運動神経に優れる。お尻を触る客などに容赦なく威力のある蹴りを喰らわす事もある。八雲に好意を持っているが素直になれないツンデレで、しばしば妹の唯にその事で突付かれたりしている。
ヒトミ
結真の剣魂で黒猫。三姉妹の剣魂の中で一番身体能力に長け、偵察・侵入を担当する。尻尾を鍵などの泥棒七つ道具に変化させる事ができる。

子住 唯（ねずみ ゆい）
声：春日アン
乙級二年せ組。子住三姉妹の三女で、ねずみ屋では経理や材料の仕入れなどの事務作業をしている傍ら、裏では義賊「怪盗猫目」で情報管理やセキュリティ対策などの後方支援をしている。多少わがままな所もあるが、明るい性格で誰からも好かれている。八雲に好意を持っているがなかなかはっきりしない姉の結真をあおる事もしばしばある。
アイ
唯の剣魂で黒猫。ハッキング機能と多種多様な暗号コードを搭載し、古今東西のセキュリティの解読ができる。情報のバックアップを担当し、尻尾を鍵などの泥棒七つ道具に変化させる事ができる。尻尾の性能自体は同じだが、三匹それぞれに得意不得意がある。

銭方 真留（ぜにがた まる）
声：久我さとみ
乙級三年さ組。北町奉行所所属で、乙級ながらも剣魂の使用を許可された岡っ引き。入学して間もない頃にゴロツキに絡まれたところを朱金に助けられ、自分も朱金みたいな人になろうと、奉行勤めとなった朱金の後を追うように岡っ引きになった。度々町で遊びふける朱金に対し愚痴をこぼす事もあるが、彼女の事は尊敬している。正義感あふれる性格の持ち主だが、堅すぎて融通が利かないのがタマに瑕。時には朱金と対立することも辞さない。が、腕前はまだ若干未熟で不覚を取って逆に捕まることも多い。
ガラッ八
真留の剣魂で、空中を浮遊する八匹の金魚。黒い出目金である「伍」がリーダー（零、壱、弐、参、肆、伍、陸、漆）で、真留が得物として投げる銭金をキャッチし、高速で移動しながら弾道をコントロールする。1匹につき銭金1枚を担当し、最大8枚の銭金を個別にコントロールする事ができる。持てる物は銭金のみならず、八体まとめて持てる重量まで可能。

長谷河 平良（はせがわ たいら）
声：かわしまりの
執行部配下の学園公安委員「火付盗賊改方（火盗改）」の長官で、その容赦のない仕事ぶりから「鬼平」と呼ばれて恐れられている。かつては学園を騒がせた不良で、その時の経験や人脈を使って捜査を行う。取り調べは苛烈だが普段は穏やかで、甘い物好きな一面も見せる。南町奉行の遠山とは過去に因縁があり、仲が悪い。詠美の良き理解者であり、彼女にこっそりとメタルCDなどを貸したりする。突きを主とした突進技を得意とする。捕まえた不良らから情報を聞き出す時は優しく聞くやり方で聞いているらしい。
朱金とは不良仲間であったが、チームでの立場と朱金の人を寄せ集める性格に劣等感を抱き、自分を律すると共に朱金に現実を見てほしいと願って火盗に入った。だが、その優しさが二人の仲違いへと繋がることになる。
シンゴ
平良の剣魂で黒豹の姿をしている。十手を口に銜えた姿であるが、それが平良の十手なのか、あるいはそう言う姿で登録されているのかは不明。

佐東 はじめ（さとう はじめ）
声：大花どん
長ドス型の刀を持ち、両目を覆いで隠している小柄な少女。普段は大恩ある越後屋の用心棒をしている。ぶっきらぼうな口調のため一見付き合い辛く見えるが、義理堅く自分の信念を曲げない性格の持ち主。
実は超極度のあがり性で、目隠しをしないと満足に会話ができないため、幼い頃から目隠ししながら生活をしていた。そうしている内に視覚以外の全ての感覚が鋭くなり、今ではむしろ目隠しをした方が相手の気配や動作が鮮明に分かり、居合い斬りがしやすいとのこと。しかし、日常生活ではよく躓いて転んでいる。目隠ししている時は十兵衛の斬撃に反応できる数少ない人物。
『あっぱれ！天下御免　[祭]』では八雲への好意がエスカレートしており、臭いだけで彼の居場所を特定している。
カツ
はじめの剣魂でコウモリ。非常に主思いで、常に上空で哨戒活動をしている。超音波でエコロケーションをし暗闇でも周囲の状況を把握できる。超音波の周波数を上げることにより物体を切り裂く。

仲村 往水（なかむら いくみ）
声：藤見桐子
南町奉行所所属の同心。サボりをはじめツケでの飲み食い常習はおろか、袖の下次第で、悪事を見逃したり自ら悪事に一枚噛んだりするような、絵に描いたような不良同心。服装もジャージの上に羽織とサバサバした格好で、奉行の管轄内にある八雲堂を立ち寄り処として時々訪れてサボったりしている。金銭にはがめついが、財布に紐は緩く毎月給料の前借をしているらしい。
昼行灯を装っているが、裏の顔は復讐の代行を行う仕打ち人でもある。不意打ち・奇襲と言った外道な戦法を得意とし、実力がある相手に対しては、罠を仕掛けて消耗させるなど決して正面からは戦わないが、決して実力が劣っている訳ではない。かつて生徒会に所属していたが、自分を陥れた校長（と彼女を売った酉居）を憎んでおり、生き抜くための術と復讐の為の力として仕打ち人としての生き方を選んだ。彼女のルートでは、学園の混乱に乗じて校長を討ち、酉居を討たんとする。
裁縫が得意であり、身につけているマフラーもお手製である。
セン・リツ
往水の剣魂で二対一組のウズラ。往水のお目付け役的存在で反発すると嘴で突いて黙らせる。財布に紐が緩い主人に代わって貯金している。事件現場をくまなく歩き証拠を集める鑑識操作のプロ。

五十嵐 文（いがらし あや）
声：九条信乃（［祭］では楠鈴音）
三度笠を被り渡世人の姿で学園島を渡り歩く謎の少女。左頬に刃物傷がある。元々本土の高校に通っていたが、行方不明になった兄・光臣の行方を探すために兄の友人の手引きで密入国して学園島を徘徊している。そのため事が公になるのを恐れあまり他人と関わらないようにしているが、時には人助けで光臣に指導された剣術を振るう事もあり、その腕はかなりのもの。
文のルートでは念願の兄との再会を果たすが、自分が信じていた兄の姿と、実際に目の当たりにした光臣の歪んだ本心の食い違いに悩む。一度は自暴自棄に陥るものの、八雲の献身的な支えもあって持ち直す。そして、事件の収束のために兄・光臣を討つことを決心する。
『あっぱれ！天下御免　[祭]』では八雲堂のヘルプに来ることがあり、彼女がいるときだけ店の売り上げが上がる。
ジロウ
文の剣魂で、渡世人の格好をしたカラス。元々は光臣の刀に宿っていた剣魂で、文がその刀を所持する事により彼女の剣魂なっている。やけに人間臭く、律儀で義理人情な性格の持ち主で、文に変わってスケッチブックとマジックを器用に使い交渉をする事がある。羽を手裏剣のように飛ばし、自身が帯刀している刀で応戦する事もできる。

眠利 シオン（ねむり しおん）
声：岬友美
退廃的な雰囲気を纏った剣徒で、輪月剣という剣技を得意とする。鬼島とは浅からぬ縁が有るようで、事有る毎に強い執着を示す。同性愛者で、気に入った女を口説いて手を出し、その結果シオン親衛隊をはじめとするハーレムを作っている。ただ、新については、顔は文句なしだがバカはお断りだとの事。
リュウノスケ
シオンの使役する剣魂。額に十字傷のある白い狼で、随所に折れた矢が突き立ち、一部テクスチャが剥がれたようなデザインをしている。剣魂を完全に破壊する能力を持っており、テクスチャが剥がれているのもこの能力が原因である。

大神 伊都（おおがみ いと）
声：金松由花
特定の主は持たずに報酬次第であちこちに出現する、フリーランスの剣徒。剣の腕前は指南役の十兵衛に迫るほどだが、移り気で信用にかなりの難がある。十兵衛に因縁があり、名前を聞くのも嫌い。その理由は彼女のルートで明らかになる。酉居葉蔵とは1つ歳上の幼馴染で偉そうに気取る彼を嫌っている。
なぜか本名ではなく「拝神 夜（おがみ ないと）」と呼ばれたがり、本名で呼ぶと不機嫌になる。
剣魂を許可された剣徒には珍しく、剣魂「ダイゴロー」（伊都は「ダイちゃん」と呼ぶ）をほぼ常時出しっぱなしにし、カートに乗せて連れまわしている。
ダイゴロー
伊都の剣魂で、モグラのような姿で小さなドリルを持っている。パワー型でドリルで地中を掘り進み、地中から奇襲攻撃をする。ミルクが好きらしい。普段は可愛い表情をしているが、気に入らない事などがあると深みのある表情で全否定したりする。

刀舟斎 かなう（とうしゅうさい -）
声：青葉りんご
甲級三年と組。貧乏長屋に非公式の養生所を開き、貧しい人々の診療をしている保健委員。気が短く喧嘩っ早いが、医術の腕は学園でもトップクラスで面倒見も良いため、周囲から慕われている。想、朱音、平良は昔世話を受けた恩もあるため、執行部には報告せず庇っている。小柄で幼児体型だが力は人一倍あり、普段彼女が片手で振り回している番傘も柄が鋼鉄製の仕込み傘で重く、的確に急所を狙って突く。桃子が徳河家の出身であることを知っている。イチゴミルクが好物。
ヤクロウ
かなうの剣魂で、老齢のヤギ。元々は幕府お抱えの中央養生所所長に代々サポートしていた剣魂だが、現所長よりもかなうの人柄を選び、自力で剣魂コードをかなうの番傘に登録して付き従っている。代々養生所所長をサポートしていただけあり医療能力に優れ、角から滅菌効果のある光を照射する。

八坂 平和（やさか のどか）
声：みる
乙級三年あ組。実家が大地主なためあだ名は「姫様」。幼馴染で大の仲良しの信乃・つばめと一緒に活動している「大江戸探偵団」のリーダーで、ヒーロー願望が人一倍強いため、困っている人を助けようと大江戸探偵団を結成した。しかし首を突っ込みすぎる癖があり、八雲堂の目安箱の依頼を、代わりに引き受けようとする事も時々ある。腰に下げている刀は銘のある代物なのだが、剣技はあまり芳しくない。
彼女を含めた「大江戸探偵団」は、雪那の洗脳に染まらない確固とした意思と純粋な優しさを持っており、その心が”ある人物”を救う事となる。
マミヤ
平和の剣魂でピンク色の兎。携帯電話等の電波送受信の拡張などの能力がある。

玖慈 信乃（くじ しの）
声：南里一花
乙級三年あ組。良い事が起こると口癖で「天国だ」と言うため、あだ名は「天国」。大江戸探偵団の一員で、平和、つばめと一緒に活動している。ワイルドな男に憧れ、自身もワイルドな風貌に粗暴な振る舞いをしているつもりだが、元々良家のお嬢様で育ちが良いためなかなか粗暴な態度がとれず、言葉使いも粗暴さと敬語が入り混じった奇妙な口調になってしまう。腰に下げている刀は親にねだって買ってもらったもので、それなりの価値がある。
キラ
信乃の剣魂で、ピンク色のイタチ。身体を回転させる事によりカマイタチを発生させて対象を攻撃する。

甚内 つばめ（じんない -）
声：木村あやか
乙級三年あ組。大江戸探偵団の一員で、おっとりとしたマイペースな性格。慌てたりするとテンパってしまう二人をなだめるまとめ役であり、大江戸探偵団の依頼を受け付ける役もする。実家が老舗和菓子店なため、商売がらみに興味をしめす事がある。所持している長槍は、平和と信乃が名刀を持っているのが羨ましく、それと張り合える武器が欲しいあまり自作したもの。しかし、長すぎて自分の服に引っ掛けたりする。
ナイゼン
つばめの剣魂で、大柄のゾウガメ。その体躯と分厚い甲羅が持つ防御力は剣魂の中ではトップクラス。また大江戸探偵団の三人を乗せて移動する事が出来るが、速度としては自分の足で歩いた方がマシというレベル。

八辺 由佳里（はちべ ゆかり）
声：遠野そよぎ
乙級二年う組。うっかり者で度々ドジばかりする。そのドジっぷりはパンツを時々履き忘れるほど。そんな自分を信頼してくれる光姫を慕い、彼女の従者としてミトランの編集に協力している傍ら、学園史の編集もしている。光姫と食べ歩きしているため味覚が敏感で、本人は自覚していないが記憶力が規格外なほどに優れ、一度見た人の顔と名前を決して忘れず、学園島民10万人の顔と名前、そして美味い料理のある店全てを覚えている。
トビザル
由佳里の剣魂でピグミーマーモセット。小さい体を生かして屋敷内の侵入・調査をする。新と同じくらい食い意地が張っているのがタマに瑕。

じごろう銀次（- ぎんじ）
声：愛植雄
光姫に仕える間者（忍者）。長身で筋肉質な伊達男で、間者だが派手な格好をしており、立っているだけでも異様に目立つが間者としての実力は優秀で、光姫の命令で様々な任務を軽くこなす。また男色の気があり、気に入った男に近づいてはちょっかいをかけ、闘いの最中でも相手に近づき、そのフィンガー・テクニックで悶絶させる。八雲のことも様々な意味で気に入っている。
実はアメリアの工作員なのだが、後にニホンと大江戸学院を気に入ってニホンに帰化する。
椿姫（つばき）
銀次の剣魂で大きな熊。本名はヤシチだか、その名で呼ばれるのを嫌っている。その巨体を生かし力仕事をこなす。また銀次に似てオカマな性格。

柳宮 十兵衛（やぎゅう じゅうべえ）
声： 新堂真弓
執行部付の剣術指南役であり、学園最強を以て知られる二刀流の使い手。平良から時々不良生徒の更生を頼まれている。
故あって八雲も彼女の弟子の一人となる。
実は八雲の実姉で、真名は柳宮 火乃華（ほのか）。八雲が剣術を辞めた理由は、彼女との修行が凄まじいものであった事による嫌気と試合で彼女の左目を潰してしまったことによる負い目である。
エヴァ事件で深手を負った上に大江戸タワー最上階から転落したものの生き延び、その後父の命で銀次の帰化と入れ替わるようにアメリアへ渡ってしまったため、『あっぱれ！天下御免　[祭]』では登場しない。

比良賀 輝（ひらが てる）
声： 民安ともえ
八雲のクラスメイトで瓦版屋を営み、常にカメラを首にぶら下げ事件のある所に一目散に駆けつけてスクープ記事を狙う。また発明家でもあり、自宅に数々の発明品がある他、今まで稼いだお金で巨大な人型カラクリ「大魔神」を製作し、いつの日か動かす事を夢見ている。刹那的かつ享楽的な一面があり、自身の利益だけを追求する性質も持ち、それが原因で問題を起こし、奉行所から罰を受けたこともある。作中のルートによっては「大魔神」の完成のために敵に寝返る。
キガイ
輝の剣魂でウナギ。体内で作りだした電気を使い電撃攻撃を行う。電気の強さは軽い電気ショックから生死にかかわるほどの電撃まで調整できる。輝の発明品のバッテリーとして使われることもある。

由比 雪那（ゆい せつな）
声： 北都南
甲級三年。学園でトップクラスの秀才で、その頭脳を生かし、乙級生向けの学習塾を開業している。冷静沈着かつ人を思いやる性格の持ち主で、そのため塾生をはじめとする乙級生から慕われている。作中、富裕層たちが占める幕府の政（まつりごと）と、格差が激しい学園島の現状を憂い、とある行動に出る。学園では珍しく西洋の細剣型の刀を持ち、ヨリノブという白蛇の剣魂を使役する。
ヨリノブ
雪那の使う白蛇型の剣魂。本来は小さなもので、見た対象を発熱させる程度だったが、違法改造のチートコードにより10ｍ級の白い龍にまで変異し、その巨体を活かした体当たりやテールアタックはもちろん、口からは鉄をも溶かす高温の炎を吐き出す暴虐の化身となる。

越後屋 山吹（えちごや やまぶき）
声： 夏野こおり
城下でも有数の大商家で、学園島一の経営グループ「越後屋グループ」の大主。商売には非常にシビアかつ辛辣で容赦もしないが、阿漕な事は一切せず、弱者を虐げるやり方をしない事から、理解者も決して少なくない。商売に対する熱意は本物で、ニホン経済の頭角である徳河財閥に迫る事業家になる事を夢見て、越後屋グループを経営している傍ら、将来自分が興す事業に引き入れる優秀な人材を発見すべく、日々町に繰り出しては将来性のある者をスカウトしており、八雲に対しても、それとなしに目にかけている。
ハチロベイ
山吹の剣魂で巨大なガマガエルの姿をしている。パワーは有るが動作が鈍く戦闘には向かないものの、非常に高い防御能力を有しており、その口の中は見た目を大きく上回る収容能力を持つ。その特性から山吹は金庫代わりとして使用している。

飛鳥 鼎（あすか かなえ）
声： まきいづみ
大江戸学園の教頭兼教師。巨乳。眼鏡をかけ、おっとりした雰囲気の教師であり、身分に関係なく優しく接することから生徒には好かれている。
新・詠美ルートのみ校長代理に就任する。本当の飛鳥は死亡しており、今の彼女の正体は西欧諸国の元工作員「エヴァ・ヨーステン」である。非常に自己中心的な性格であり、大江戸学園や徳河家を調べていくうちに学園を通じてニホンを支配する野望に取り付かれ、徳河家を含む多くの人間の人生を狂わしてきた。デジタル音痴を気取っているが、実際は輝を超えるほどの強力なクラッカー。学園で暗躍してきた黒幕であり、大御所と呼ばれる事もある。10年前に吉音の両親を殺害した張本人であり、逢岡の心にも暗い影を落とした。この時に飛鳥本人を殺害し、自身の死を偽装した。歪んだニホンびいきであり、城や工芸品などのニホンの美術品や風景を気に入っている。
キュウビ
本性を現したエヴァの剣魂で、九つの尾を持つ狐の姿をしている。普段はコンと呼ばれるペットに偽装している。呪怨尾（じゅおんび）と呼ばれる九つの尾を操り、最大9人まで同時に相手どることができる他、尾に書かれている文字によって剣魂を無力化したり、他の剣魂の能力をコピーして使用することもできる。その異常な出力は徳河吉彦を生体コアとして利用し、チートコードで複数の剣魂を融合させたものである（イエヤス曰く、十匹分連結した異形との事）。当初はその圧倒的な性能によって手も足も出せなかったが、八雲たちの反撃により力を削がれていき、最終的に吉音と八雲によって撃破された。

酉居 葉蔵（とりい ようぞう）
声： 目野目出志
甲級二年い組。執行部老中で会計部長。名家・酉居家の嫡男で、名家の銘にこだわる選民思想と特権階級的思想の持ち主であり、大江戸学園を完全な階級制度かつより強固な中央集権にしようと目論んでいる。一般生徒を凡族と見下す傾向があり、教員や徳河の力を借りようとしない詠美も内心見下している。そのため、一般生徒からは好かれていないが、会計などの政（まつりごと）の手腕は優秀である。また意外なことに最低限ではあるが善悪の区別はでき、大捕物などでは自ら出向く事がある。しかし、そのために火盗を私物化したり、持ち前の思想から正面突破にこだわりすぎたりするなど、軍事的な指揮官にはふさわしくない面が多い。プライドが高い故に姑息な手を嫌い、己の実力を頼みに行使する一面もあり、幼少から剣道を習っているため剣術の実力もかなりのもの。伊都とは幼馴染であり、苦手としている。
執行部内でも嫌われており、蛇のように執拗な性格も相まって「蝮野郎」など蛇に関する名前で呼ばれる事が多い。
『あっぱれ！天下御免　[祭]』では老中から同心に格下げされるが、選民思想と特権階級的思想は変わらない。同心へと格下げされたため生活が苦しくなったのか（本人にとっては低俗な）粗品を受け取るようになった。また、同心へ格下げになり家老として住んでいた家も取り上げられ風呂もない家へと移ることとなった。
クチバミ
葉蔵の剣魂で、尾が幾重もの鎖となっているマムシ。伸縮自在の尾の鎖を操り、相手に絡みつかせ動きを封じる他、牙で咬まれた剣魂は、その毒液コードにより麻痺・機能停止になる。人間にも効き目があるが、長くは保たない。

秘密同心（ひみつどうしん）
声： 秘密
さる御方に就いている黒子姿の赤・青・黄・緑の面隠しと羽織を被った四人組。さる御方の指示で学園島内のとある調査をしており、調査に関係あるとして文にも協力している。4人揃ってフレンドリーな性格で、剣術をはじめとする運動能力はかなりのもの。
『あっぱれ！天下御免　[祭]』では落ちぶれており、まともな職にも就けずその日の飯も欠く有様。この時八雲に見つかり正体と状況を知られる結果となった。
コヤタ、ハヤト、ウキョウ、ジュウゾウ
個々が所有しているロングコートチワワ。戦闘には向いていなく知能も低い。
南国 三郎（なんごく さぶろう）
声： 子太明
大江戸学園教諭で、八雲・新・結真たち二年め組の担任教師。江戸っ子気質の熱い性格の持ち主で、生徒たちからも慕われている。
徳河家とは深い関わりがあり、10年前の火災から吉音を救った恩人である。
『あっぱれ！天下御免　[祭]』では演歌を歌いのど自慢大会で優勝したり、夜遅くまで働く吉音、詠美、八雲に手打ちそばを振舞うなど多才である事が明らかになる。手打ちそばに関しては光姫が三つ星と評価するほどである。校長、教頭と不祥事が発覚し暫定的に校長に就任することとなった。
瑞野 忠国（みずの ただくに）
声： 福田藤右衛門
江戸学園の校長。平民には目もくれず権力に媚を売る典型的なゴマスリ親父。仕事もロクにせず校内をうろつき回り、女生徒を好奇の目で見たりしている。色々とあくどい事をしていると噂があり、実際に作中で汚職により追放される。酉居やシオンから肉ダルマなどと呼ばれている。
徳河 吉彦（とくがわ よしひこ）
声： 木島宇太
甲級三年。前生徒大将軍で徳河家の出。温厚で正義感の強い性格の持ち主で全生徒に慕われ、実際彼の在任中は大きな犯罪は起きなかったが、八雲が編入する時点では既に、幕府の多額の生徒会費と共に突如の失踪を遂げており、消息は不明。人柄的に見ても、資金を持ち逃げするとは到底思えないと疑問視され、数々の謎を残している。
失踪の真相は、エヴァの行動に感づき行動を起こそうとしたときに、彼女によって拉致されキュウビの生体コアとして利用されていた。生徒会費はキュウビの開発に宛がわれた。
『あっぱれ！天下御免　[祭]』では桃子と2人で仲良く過ごしている。剣の腕もあるようだが、病み上がりのため実力が出せないでいる。
銀シャリ号
新が普段の移動手段として乗っている白馬。サラブレッドで俊足、新の言う事をよく聞くほど賢い。毛並みがお米みたいにまっ白だと名づけられた（専属装蹄師には後述する元の名前の直訳だと思われている）。新が学校にいる間は自転車と同じ扱いなのか、干し草と飲み水と一緒に駐輪所に繋がれている。事情を知らない生徒からは驚かれている。元々は競走馬として期待の新星と話題を攫っていたが徳河家が（競走馬が一生をかけて稼ぐ金額を超える金額で）買い取り、新の馬になった経緯がある。元の名は「ライスシルバー」だったが、新の付けてくれた名の方が気に入っている。主人思い。
五十嵐 光臣（いがらし みつおみ）
甲級三年で五十嵐文の実兄。大江戸学園一の科学者で類稀な才能を持っており、剣の腕もかなりのものだったが、研究一筋のマッドサイエンティストな一面もあり、かなりの変人であったらしい。突如謎の失踪を遂げた。
文のルートでは実質的なラスボスとして登場した。文を妹という名の付属物としか認識しておらず、作中では再会するまで忘れていた。ヨリノブのチートコードを開発したのも彼である。また自身の価値を認めてくれた大御所に心酔しており、雪那の反乱に手を貸していたのも大御所のためである。
『あっぱれ！天下御免　[祭]』では軟禁状態ではあるものの文の言いつけ通りに大人しくしているが、一部のみ違法剣魂に関わっていた。文の水着姿に興奮するなど兄の威厳すら疑わしくなる場面も見られた。
徳河 秀忠（とくがわ ひでただ）
声： 浜五郎
詠美の実父にして吉音の養父。そして学園島兼大江戸学園筆頭理事。吉音の両親が事故で亡くなって以来、直系である吉音の後見人かつ養父として支援してきたが、そのために実娘・詠美に父親らしい事をしてやれなかった事を今でも悔やんでおり、詠美には徳河の銘に縛られずに自由に生きてほしいと願っている。
徳河 豪俊（とくがわ たけとし）
甲級三年。創雲の三男の筋にあたる家系の子息で、武力に優れていたという事もあり、入学当初はエリートコースに乗っていた。しかし、生来の短気な性格と、徳河の名を笠に着ての素行不良で幾度も暴力事件を起こし、徳河家により出世の道を閉ざされた逆恨みから「天狗党」を結成。世直しの名目の下、各所で騒ぎを起こし、全校集会でクーデターを起こして幕府の転覆を図ろうとした。
しかし光姫の一計によりクーデターは失敗に終わり、逃げようとした所を吉音と詠美に成敗され、最後は大罪人として学園島より永久追放された。『あっぱれ！天下御免　[祭]』でも登場する。
徳河 創雲 （とくがわ そううん）
徳河財閥創設者にして大江戸学園創始者。故人。終戦後の疲弊しきったニホンに突如と現れ、類稀なる器量と才能で政財界を縦横に闊歩し、一代で徳河財閥を築き上げた。しかし跡を継いだ息子達に創雲ほどの器量がなく、バブル崩壊と共にニホンに暗雲が来た事を憂い、後世を担う若者達に「侍魂」を教えるべく、晩年に巨大養育施設『大江戸学園』を築き、完成を見届けた後にこの世を去った。

### あっぱれ！天下御免　[祭]から登場
中城 勇巳（なかじょう いさみ）
声： 遥そら
甲級二年て組。いつもぼーっとしているが、詠美が熱を上げている人気バンドのメンバー。常にエレキギターを背負っている。寡黙であまり喋る事はなく、自分のファッションにすら無頓着。往水と似たり寄ったりの風貌のため、メンバーの透にファッションなどをもっと気にするように言われている。演奏中は人が変わったようになる。
往水と同じく仕打ち人の一人。ギターの弦を使い相手を吊るし上げる。
リュウ
オシャレにコーディネートされた羊。元は透の剣魂だったが勇巳に譲渡される形で剣魂となった。勇巳自身がファッションなどに興味を示さないため手入れなどはすべて透が担当している。仕打ち人の仕事では紡ぎだされた糸を使う事がある。

壬田村 透（みたむら とおる）
声： 桃井穂美
乙級一年お組。勇巳の所属するバンドのメンバーの一人。勇巳専属のマネージャーやファッションデザイナーを自称している。勇巳や他人を可愛く飾る事が趣味のようになっている。流行などには敏感でいち早く取り入れる。メイクの腕もあり、ブラシやハサミなど七つ道具を常に持ち歩いているほど。伊都とは違った感性のためよく衝突している。
往水と同じく仕打ち人の一人だが一人前とは認められていない見習い。見習いのため一人で仕事をする事は許されていない。自分の信じた事には何の疑いを持っていない。得物はヘアピンや櫛の柄を使う。
サン
ハリネズミの姿をした剣魂。背中の張りは硬く、透が手入れしようにもできないほど。

長屋 好（ながや このみ）
声： 歩河みぃな
甲級二年よ組。桃子が住む長屋で暮らしている女子。フレンドリーでよく八雲や桃子と会話する姿が見かけられる。同じ長屋住みの男子と協力して桃子と八雲の仲を進展させようとする。
文化祭時には出し物のひとつである花街で働いている。

一條 三真（いちじょう さんま）
声： ワンモアチャンス
校長や教頭と続け様に不祥事を起こしたため本土から派遣された監査役。酉居とは違った意味で偉そうに見下している。顔には白粉を塗りたくっており、平安貴族のような格好をしている。口調も「麻呂は～でおじゃる」。徳河家に興味はなく、学園にすら興味はない。しかし、徳河が強い権力などを保持している事には不満を持っている。ボディガードとしてボブ左右衛門とシルベス田が同行している。
監査役として招かれたため学園側としては手を出す事が出来ない事をいい事に乙級の生徒らに手を出そうとするが、いつも直前のところで誰かが助けに入るので注意だけで済んでいる。何か不祥事を見つけ報告し学園、本土から徳河を追い出そうと思案させる。
行く行くは自分が学園の支配者となり、学園の名を変え乙級の生徒のみの学園（甲級に上がると同時に卒業）にしようと考えていた。

ボブ左右衛門（-ざえもん）
声： 兵頭勇
本名不明のSPスーツを着たマッチョな体格でちょんまげを付けた黒人。一條のボディガードとしてやってきた。ニホン大好きでSAMURAIやNINJAに興味がある。そのため島に来れた事が嬉しい。一條に対して雇い主以上の感情はなく、仕事以上の事はしたくない様子。

シルベス田（-た）
声： 上条恵
本名不明のSPスーツを着たちょんまげを付けた白人。一條のボディガードとしてやってきた。ニホン大好き。一條に対して雇い主以上の感情はなく、仕事以上の事はしたくない様子。音の響きにこだわりがあるらしく「シルベスタ」と呼んではいけない。

## 用語
学園島
徳河財閥創設者・徳河創雲が、未来を担う若者に侍魂を教育すべく、トウキョウ湾沖の島を買い上げ、築き上げた学園都市。島の人口は、創設当初は約1000人だったが、土地拡張に比例して増え、現在は約10万人にも達しているが、この全員が生徒もしくは教師である。江戸時代風の町並みに路面電車や携帯電話などの現代文化が入り乱れ、電気・ガス・水道のライフラインは地下の地熱発電所をはじめとする施設で賄っている反面、食料をはじめとする物資は本土からの船便のみで賄っているため、船便が欠航すると全島民の生活が圧迫してしまう欠点がある。生徒一人一人に自立心を持ってもらうべく、校則により島内での生活は自給自足が義務付けられており、生徒達は島内で商売などをして働いている。島内での通貨は「エン」で、島内でしか使えないが、ごく一部だが本土でもインターネットショッピングでエンが使用できるサイトがあり、本土から商品を取り寄せる事ができる。「エン」の貨幣は１エン小判のみ。これはトクガワニウムという特殊金属で出来ており、金色に輝く小判状のものとなっている。お金の大事さを重量で知ってもらうためにあえて小判にしている。貨幣価値は1エン=1円。
大江戸学園
学園島の中心に建てられているマンモス学園。校舎は和風で、乙級三年と甲級三年の計六年制度で、生徒数=全島民でクラスは乙級甲級合わせて2854クラス。偏差値もかなり高く、大江戸学園を卒業した者はかなりの地位に就く者が多く、将来を約束されているが、重犯罪を犯した場合、教師であろうと退学もしくは解雇として島より追放と厳しい戒律がある。
刀
本作では許可さえ得られれば帯刀が許されており、帯刀を許された者は「剣徒」と呼ばれ、生活面でもかなりの優遇がされるが剣術の教育が義務付けられている。刃は無くなまくらだが、素材が鋼鉄製なため当たるととても痛い。ただし、「銘刀」をはじめとする一部の刀にはトクガワニウムが使用される事がある。学園島では柄の部分に剣魂コードを入力する事で剣魂を使用する事ができる。
徳河財閥
徳河創雲を創業者とする世界屈指の巨大財閥。大戦後の疲弊しきったニホンを創雲一代で復興させ、そして学園島から輩出した優秀な人材によりバブルで低迷したニホンを立て直させるなど世界中から注目されている。徳河家の者は学園島に入学する事が義務付けられており、執行部をはじめとする高官に所属する者が多い。しかし、二代目以降は創雲ほどの傑物は現れず、この血統至上主義体制に不満を持つ生徒も多い。
将軍
執行部の指導者で一般でいう生徒会長を指すが、自立を旨とする学園島においてその権限は教師よりも上であり、事実上の最高権力者。他にも将軍を補佐する役目として「副将軍」の地位がある。主に年に一度の生徒大将軍選挙によって選抜されるが、創設者一族である徳河家に縁のある者がその座に就く。
また、将軍の証としての刀が代々受け継がれ、『剣魂の将』なる剣魂が封印されているが、真に将としての器を持つ者にしか抜けなく、過去に抜刀できた者は初代生徒大将軍のみと言われている。
その剣魂の名はイエヤス。代々将軍の刀に宿っている剣魂で、公家衣装を纏った狸。ワンオフで開発され、人の言葉で会話ができる。争いを好まぬ平和的な性格だが、スケベ爺で男の命令にはあまり乗り気ではなく、若い女の子に色々と要求する。古今東西関係無しに全ての剣魂に直接アクセス・干渉する事ができ、ステータス値などを思いのままに変更する事ができる。
幕府
一般でいう生徒会の事を指すが、将軍を最高責任者として参謀の副将軍、それぞれの機関を担当する老中達「執行部」により人口10万人の学園島にとって政（まつりごと）を一手に司る機関であり、事実上の政府機関。
剣魂
徳河財閥の科学の粋を集めて開発したサポートマシン。学園島の中央に聳え立つスカイツリーから発せられる特殊な粒子で形成されるナノマシンの集合体で、剣の柄に登録している剣魂コードにより様々な生物へと形成されてゆく。そのため、学園島内でしか使えない。大ダメージを食らうと飛散し、再び形成されるまで多少の時間がかかる。レギュレーションには厳しく制約がかけられており、基本的に人や物を傷つけるような性能は持っていない。それを意図的に突破し、悪用したものがヨリノブ（強化版）やキュウビである。
目安箱
天狗党騒動の後、学園島を平和にしたいと願う新が八雲堂に設置した悩み相談箱。依頼者は目安箱に氏名と依頼内容を書いて投函し、八雲と新が解決するシステム。八雲堂が南町奉行の管轄内にある事から、主に南町奉行の管理下にあたり、時には想を通じて南町奉行で動く事があるが、基本的には町奉行では賄いきれない細かい案件の対処が主となる。
仕打ち人
悪党に理不尽な仕打ちを受け、奉行所でも解決されずに嘆く者に代わり復讐を引き受ける闇の剣徒。依頼人は指定の時間と場所にお金と恨みの内容を語り、それを影で隠れて聞いた仕打ち人が独自の調査で依頼内容の復讐に値すべき相手か判断し、一切の情けもかけず成敗、悪事に内容を書き綴った紙面と一緒に公道にさらし者にして奉行所に引き渡す。復讐された相手は仕打ち人の顔すら分からず、その苛烈な仕打ち方法に恐れて一切仕打ち人の事はしゃべれず、世間ではダークヒーローとして人気があるが、奉行所としては耳の痛い相手でもある。
町奉行
主に学園島で発生する事件・事故を受け持つ風紀委員。10万人が生活する学園島において一つの奉行ではとうてい賄えないため、北町と南町の二つの奉行所が存在するが、それでも人出不足は補えていない。
怪盗「猫目」
学園島で暗躍する三人組の盗賊。主に三人揃って行動し、幾多も奉行所の包囲網を掻い潜り屋敷で盗みを働くが、盗みに忍び込む相手があくどい稼ぎをする者ばかりで、盗んだ金は換金して貧しい者に分け与えるため、貧しい者たちからは義賊として崇められている。
正体は子住三姉妹であり、本当の目的は父親の開発した剣魂を悪用されない為の収集で、金品の強奪はそのフェイク。
火付盗賊改方
執行部直属の風紀監視員で、通称火盗。長官は長谷川平良で、訓練された屈強の隊員で構成され、犯罪集団への武力行使や、時には老中の命令で騒動の鎮圧などに行使する。

## スタッフ
- 原画：片桐雛太・八葉香南・かんたか・日陰影次・くわだゆうき・神剣桜花・桃井涼太（SD原画）
- 背景美術設定・剣魂デザイン：七総十爾
- シナリオ：うつろあくた・ミノリ・神代いづみ・Merle・逆神喧云・久地マコト・池かなた・ギハラ・はまちょ・古月拓海・石川"YOH."洋一
- 音楽：Elements Garden、たくまる
- ディレクター：とーかい林檎

## 主題歌
（あっぱれ！天下御免）
- オープニングテーマ「煌めき一閃」

作詞：RUCCA / 作曲・編曲：藤田淳平（Elements Garden） / 歌：榊原ゆい
- エンディングテーマ「あっぱれ！謳歌」

作詞：ayachi / 作曲：菊田大介（Elements Garden） / 歌：Rita
- イメージソング「大江戸小町」

作詞：RUCCA / 作曲・編曲：藤田淳平（Elements Garden） / 歌：榊原ゆい
（あっぱれ！天下御免［祭］〜恋と嵐は大江戸の華〜）
- オープニングテーマ「愛、羽風、亞、美遊時空 -I Have A Music-」

作詞：RUCCA / 作曲・編曲：藤田淳平（Elements Garden） / 歌：榊原ゆい
- エンディングテーマ「大江戸讃歌 辛抱坂篇」

歌：子太明

## 漫画
月並甲介作画により『月刊コンプエース』にて『あっぱれ!天下御免 櫻道楽都』のタイトルで連載されていた。単行本は全2巻。